# 市橋克哉
市橋 克哉（いちはし かつや、1954年 - ）は、日本の法学者。専門は行政法。研究テーマは行政救済法制、地方自治法制、旧ソ連・ロシアにおける「法の支配」。元名古屋大学副総長兼理事。2005年から2008年まで民主主義科学者協会法律部会理事。

## 来歴
- 岐阜県生まれ。
- 1978年 - 名古屋大学法学部法律学科卒業
- 1980年 - 名古屋大学大学院法学研究科博士前期課程修了（法学修士）
- 1983年 - 名古屋大学大学院法学研究科博士後期課程退学
- 1983年 - 名古屋大学法学部助手
- 1984年 - 名古屋大学法学部助教授
- 1991年 - 名古屋大学法学部教授
- 1999年 - 名古屋大学大学院法学研究科教授
- 2020年 - 名古屋経済大学法学部特任教授

## 主要著書
- 『資料現代行政法（第2版）』（紙野健二編、市橋克哉編）（法律文化社）
- 『基礎演習 行政法』（室井力、市橋克哉編）